# Swaminarayan
Swaminarayan (Svāmīnārāyaṇa) (3. travnja 1781. — 1. lipnja 1830.), poznat i kao Sahajanand Swami, bio je indijski hinduistički teolog, duhovni učitelj i osnivač sekte zvane Swaminarayan Sampradaya. Sljedbenici Swaminarayana smatraju manifestacijom boga Krišne.
Rođen kao Ghanshyam Pande, Swaminarayan je imao starijeg i mlađeg brata. Braća su rođena u obitelji brahmina.
Swaminarayn je propovijedao protiv velikih zala u indijskom društvu, kritizirajući spaljivanje udovica (sati) i ženski infanticid. Kritizirao je šaktizam i popularne kultove smatrajući da služe za zlostavljanje žena.